# Plane Crazy
Plane Crazy je šestiminutový, groteskní, černobílý animovaný film, ve kterém se poprvé společně představili Mickey Mouse i Minnie Mouse. Film oficiálně vyšel 15. května 1928. Hudba, kterou složil Carl Stalling, byla k filmu přidána až 29. prosince 1928. Téhož roku vyšly i další krátké filmy s Mickey Mousem, a to The Barn Dance, Parník Willie a The Gallopin' Gaucho.
Film byl režírován Ubem Iwerksem a Waltem Disneym, přičemž hlavním animátorem byl Iwerks.
Mickey Mouse, inspirován Charlesem Lindberghem, se chce naučit létat. Jeho zvířecí přátelé mu sestaví letadlo na psí pohon, se kterým se však Mickeymu nepodaří vzlétnout a nabourá do stromu. Poté si Mickey postaví letadlo sám, tentokrát již na motorový pohon, a pozve Minnie na společný první let. Již při startu Mickey vypadne z letadla, ve kterém zůstane Minnie sama, a letadlo se nekontrolovatelně rozjede po okolí. Po srážce s krávou se Mickeymu podaří nastoupit zpět do letadla. Letadlo úspěšně vzlétlo až po srážce s automobilem. Po chvilkovém nezřízeném letu se ustálí a Mickey vyžaduje od Minnie políbení. Ta odmítá a Mickey začne s letadlem létat všemi směry. Když přestane, opět chce políbit Minnie, která mu dává facku a skáče z letadla. K hladkému přistání použije své podvlíkačky. Mickeyho let pak končí nárazem do stromu a následným pádem z něho. Pod stromem se ještě setká s uraženou Minnie, která odejde, čímž děj končí.